# Szumieniowate
Szumieniowate (Embiotocidae) – rodzina ryb okoniokształtnych (Perciformes) obejmująca około 20 gatunków, w większości słonowodnych.

## Występowanie
Północny Pacyfik. Większość gatunków występuje w morskich wodach u zachodnich wybrzeży Ameryki Półncocnej wzdłuż Kalifornii po Alaskę, kilka w rejonie przybrzeżnych wód Japonii i Korei. Jedynie Hysterocarpus traskii występuje w wodach słonawych i słodkich delty rzeki Sacramento, a Cymatogaster aggregata wpływa do estuariów i dolnego biegu rzek Ameryki Północnej.

## Budowa ciała
Ciało bocznie ścieśnione, znacznie wygrzbiecone. Płetwa grzbietowa pojedyncza, długa, rozpięta na promieniach ciernistych (twardych) i miękkich. Płetwa odbytowa z trzema cierniami i promieniami miękkimi. Łuski cykloidalne. Długość ciała wynosi od kilku centymetrów u Micrometrus minimus do 45 cm u Rhacochilus toxotes.

## Biologia i ekologia
Ryby żyworodne. Zapłodnienie następuje po upływie co najmniej pół roku od zaplemnienia. W tym czasie plemniki są przechowywane w jajniku samicy. Zarodki rozwijają się w komorze lęgowej samicy. Rodzą się w pełni uformowane i dojrzałe płciowo.
Szumieniowate żywią się bezkręgowcami, a nieliczne roślinami.

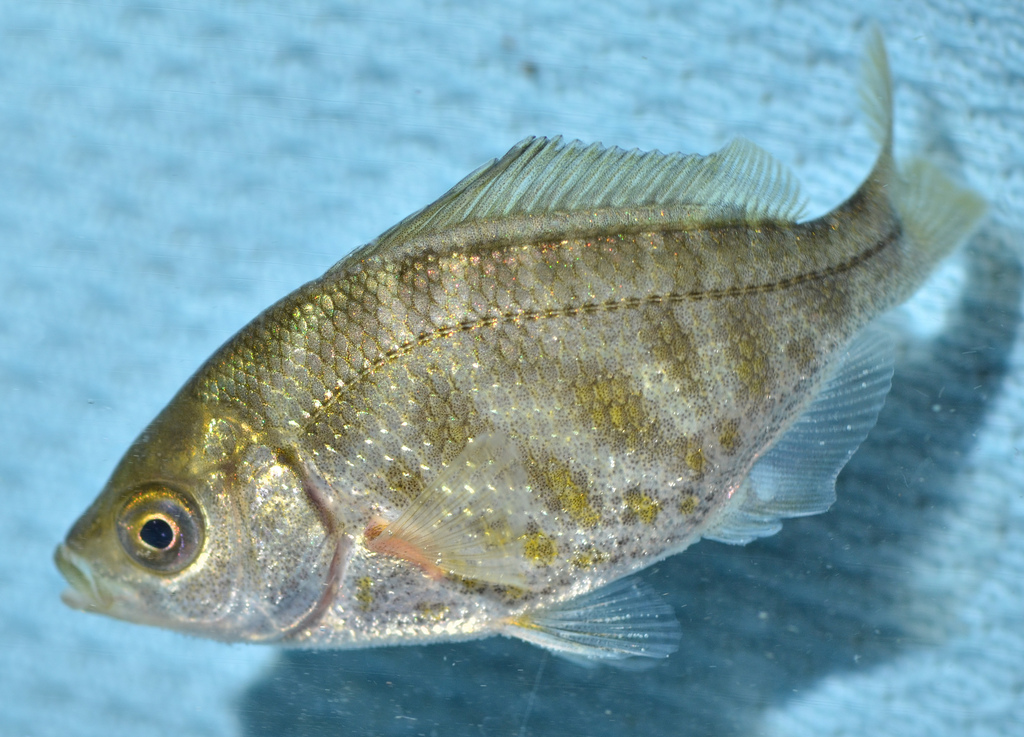
Hysterocarpus traskii

## Klasyfikacja
Rodzaje zaliczane do tej rodziny:
Amphistichus — Brachyistius — Cymatogaster — Ditrema — Embiotoca — Hyperprosopon — Hypsurus — Hysterocarpus — Micrometrus — Neoditrema — Phanerodon — Rhacochilus — Zalembius